# Polystachya bifida
Polystachya bifida är en orkidéart som beskrevs av John Lindley. Polystachya bifida ingår i släktet Polystachya och familjen orkidéer. Inga underarter finns listade i Catalogue of Life.